# Kaspar Scherer
Kaspar Scherer, ros. Каспар Шерер (ur. 19 marca 1689 w Zurychu - zm. 9 listopada 1755 w Gdańsku) - kapitan, dyplomata rosyjski.
Z pochodzenia Szwajcar. W 1707 odwiedził Niemcy i Włochy. W 1721 został sekretarzem dowódcy rosyjskiej floty bałtyckiej wiceadmirała Corneliusa Cruys'a i przyjechał do Rosji. W 1725 mianowano go sekretarzem poselstwa w Szwecji. W 1729, w randze kapitana został kurierem w Kolegium Spraw Zagranicznych (Коллегия иностранных дел). Wypełniał zadania dyplomatyczne w Kopenhadze, Berlinie i Sztokholmie. 30 listopada 1736 wysłany do Gdańska dla uregulowania spraw po śmierci ministra-rezydenta Georga Erdmanna. W 1743 uczestniczył w zawarciu Traktatu z Åbo, który zakończył wojnę rosyjsko-szwedzką z lat 1741-1743. W okresie 1743–1755 pełnił funkcję ministra-rezydenta Rosji w Gdańsku.